# Winchester Modelo 54
El Winchester Modelo 54 es un fusil de cerrojo producido por la Winchester Repeating Arms Company. Fue el primer fusil de cerrojo que disparaba cartuchos de percusión central para el mercado civil que tuvo éxito de Winchester.

## Historia y desarrollo
Lanzado al mercado en 1925, en conjunto con el entonces novedoso cartucho .270 Winchester, el modelo 54 emplea un cerrojo similar al del Mauser 98, y de costos de producción más eficientes que el Modelo 51 "Imperial" de 1919 manufacturado en cantidades limitadas.[cita requerida]
El rifle fue descontinuado en 1936 con la aparición del rifle de cerrojo Winchester Modelo 70, el cual derivaba del diseño del Modelo 54 tenía un gatillo con recorrido de dos etapas relativamente pesado de apretar, algo que fue muy mejorado en el Modelo 70.

## Características
El Winchester Modelo 54 cuenta con un cerrojo de alimentación controlada, al igual que el Mauser 98. La culata tiene una caída pronunciada, característica de los rifles de la época, para permitir un encare adecuado con miras abiertas. 

## Cartuchos
El Winchester Modelo 54 fue calibrado para los cartuchos .22 Hornet, .220 Swift, .250-3000 Savage, .257 Roberts, .270 Winchester, .30-06 Springfield, 7 x 57 Mauser, 7,65 x 54 y 9 x 57 Mauser. Se produjeron a pedido fusiles calibrados para los cartuchos .25-35 Winchester, .32 Winchester Special, .35 Whelen y .38-55 Winchester.
Al haber sido introducido antes de la popularización de las miras telescópicas, fue destinado para dispararse con alza y punto de mira, aparte de que el movimiento del cerrojo dificultaba la instalación de una mira telescópica.